# العلاقات الفنزويلية الليتوانية
العلاقات الفنزويلية الليتوانية هي العلاقات الثنائية التي تجمع بين فنزويلا وليتوانيا.

## مقارنة بين البلدين
هذه مقارنة عامة ومرجعية للدولتين:
| وجه المقارنة                                              | فنزويلا                                  | ليتوانيا                                                    |
| --------------------------------------------------------- | ---------------------------------------- | ----------------------------------------------------------- |
| المساحة (كم2)                                             | 916.45 ألف                               | 65.30 ألف                                                   |
| عدد السكان (نسمة)                                         | 28.87 مليون                              | 2.79 مليون                                                  |
| الكثافة السكانية (ن./كم²)                                 | 31.5                                     | 42.73                                                       |
| العاصمة                                                   | كاراكاس                                  | فيلنيوس، كاوناس                                             |
| اللغة الرسمية                                             | اللغة الإسبانية، لغة الإشارة الفنزويلية ‏ | اللغة الليتوانية                                            |
| العملة                                                    | بوليفار فنزويلي                          | ليتاس ليتواني، يورو                                         |
| الناتج المحلي الإجمالي (بليون دولار)                      | 482.36 مليار                             | 47.17 مليار                                                 |
| الناتج المحلي الإجمالي (تعادل القوة الشرائية) بليون دولار |                                          | 84.06 مليار                                                 |
| الناتج المحلي الإجمالي الاسمي للفرد دولار أمريكي          |                                          | 14.15 ألف                                                   |
| الناتج المحلي الإجمالي للفرد دولار أمريكي                 |                                          | 27.69 ألف                                                   |
| مؤشر التنمية البشرية                                      | 0.762                                    | 0.839                                                       |
| رمز المكالمات الدولي                                      | +58                                      | +370                                                        |
| رمز الإنترنت                                              | .ve                                      | .lt                                                         |
| المنطقة الزمنية                                           | 00                                       | ت ع م+02:00، ت ع م+03:00، أوروبا/فيلنيوس ‏، توقيت شرق أوروبا |

## مدن متوأمة
في ما يلي قائمة باتفاقيات التوأمة بين مدن فنزويلية وليتوانية:
- ترتبط ماردة مع كلايبيدا باتفاقية توأمة.

## منظمات دولية مشتركة
يشترك البلدان في عضوية مجموعة من المنظمات الدولية، منها:
| علم المنظمة | اسم المنظمة                        | تاريخ انضمام فنزويلا | تاريخ انضمام ليتوانيا |
| ----------- | ---------------------------------- | -------------------- | --------------------- |
|             | الاتحاد البريدي العالمي            | ?                    | ?                     |
|             | البنك الدولي للإنشاء والتعمير      | 30 ديسمبر 1946       | 6 يوليو 1992          |
|             | منظمة التجارة العالمية             | ?                    | ?                     |
|             | يونسكو                             | 25 نوفمبر 1946       | 7 أكتوبر 1991         |
|             | وكالة ضمان الاستثمار متعدد الأطراف | 9 مايو 1994          | 8 يونيو 1993          |
|             | منظمة حظر الأسلحة الكيميائية       | ?                    | ?                     |
|             | منظمة الشرطة الجنائية الدولية      | ?                    | ?                     |
|             | مؤسسة التمويل الدولية              | 28 ديسمبر 1956       | 15 يناير 1993         |
|             | الأمم المتحدة                      | 15 نوفمبر 1945       | 17 سبتمبر 1991        |
|             | الاتحاد الدولي للاتصالات           | 13 أغسطس 1920        | 1 يوليو 1923          |

## أعلام
هذه قائمة لبعض الشخصيات التي تربطها علاقات بالبلدين:
- سيلفيا مارتينيز (22 يناير 1965 – )

## وصلات خارجية
- موقع وزارة الخارجية الفنزويلية
- موقع وزارة الخارجية الليتوانية